# 東狭山ヶ丘
東狭山ヶ丘（ひがしさやまがおか）は、埼玉県所沢市の町名。現行行政地名は東狭山ヶ丘一丁目から東狭山ヶ丘六丁目。郵便番号は359-1106。

## 地理
所沢市内北西部の三ヶ島地区に所属する。西武池袋線の狭山ヶ丘駅東口に隣接する町域で、周辺の北中・小手指町と、狭山市の水野・南入曽、入間市の東藤沢、また線路を挟んで南西側の若狭・狭山ヶ丘と隣接する。町内の中央を国道463号（通称「行政道路」）が通過し、その南側に1-4丁目、北側に5･6丁目が設置されている。

### 地価
住宅地の地価は、2015年（平成27年）1月1日の公示地価によれば、東狭山ヶ丘1丁目55番3の地点で15万2000円/m2となっている。

## 歴史
- 1977年（昭和52年）11月1日 - 町名整備により、大字三ヶ島、大字三ヶ島堀之内（現堀之内）、大字糀谷、大字林の各一部から東狭山ヶ丘が成立する[7][8]。
- 1993年（平成5年）4月1日 - 狭山ヶ丘駅に東口が開設される[9]。

## 世帯数と人口
2017年（平成29年）9月30日現在の世帯数と人口は以下の通りである。
| 丁目             | 世帯数    | 人口    |
| ---------------- | --------- | ------- |
| 東狭山ヶ丘一丁目 | 1,501世帯 | 3,171人 |
| 東狭山ヶ丘二丁目 | 1,368世帯 | 3,102人 |
| 東狭山ヶ丘三丁目 | 689世帯   | 1,578人 |
| 東狭山ヶ丘四丁目 | 310世帯   | 522人   |
| 東狭山ヶ丘五丁目 | 169世帯   | 315人   |
| 東狭山ヶ丘六丁目 | 526世帯   | 1,088人 |
| 計               | 4,563世帯 | 9,776人 |

## 小・中学校の学区
市立小・中学校に通う場合の学区（校区）は以下の通り
| 町丁       | 番・番地 | 小学校             | 中学校                 |
| ---------- | -------- | ------------------ | ---------------------- |
| 東狭山ヶ丘 | 全域     | 所沢市立宮前小学校 | 所沢市立狭山ヶ丘中学校 |

## 交通

### 鉄道
- 西武鉄道（池袋線）狭山ヶ丘駅 東口

または5丁目北東端付近からは西武新宿線の入曽駅も利用可能な範囲にある。

### バス

#### 道路
- 国道463号（通称：「行政道路」）

1952年（昭和27年）の日米行政協定により舗装されたため「行政道路」と通称される。それ以前は古くから「秩父道」と呼ばれていた。
交差点
「東狭山ヶ丘」・「狭山ヶ丘駅東口入口」

## 施設
教育
- 所沢市立宮前小学校
- 所沢市立狭山ヶ丘中学校
- 桑の実保育園[11]
- 優々保育園[11]

寺社
- 熊野神社
- 稲荷神社
- 吉祥院

その他
- ところざわ自動車学校
- 防衛省宿舎